# Илхами Емин
Илхами Емин (на турски: İlhami Emin; на македонска литературна норма: Илхами Емин) е поет и преводач от Северна Македония.

## Биография
Роден е в 1931 година в Радовиш, тогава в Югославия. По проиход е турчин. Завършва Педагогическа академия в Скопие. Работи в Републиканския комитет за култура. Член е на Дружеството на писателите на Македония от 1956 година и на Македонския ПЕН център.